# Asplenium appendiculatum
Asplenium appendiculatum är en svartbräkenväxtart. Asplenium appendiculatum ingår i släktet Asplenium och familjen Aspleniaceae.

## Underarter
Arten delas in i följande underarter:
- A. a. appendiculatum
- A. a. maritimum